# Internationaux de Nouvelle-Calédonie 2020
Gli Internationaux de Nouvelle-Calédonie 2020, noti anche come Internationaux BNP Paribas de Nouvelle-Calédonie per motivi di sponsorizzazione, sono stati un torneo professionistico di tennis maschile giocato sul cemento. È stata la diciassettesima edizione degli Internationaux de Nouvelle-Calédonie, torneo nell'ambito del ATP Challenger Tour 2020. Si è giocato a Nouméa, in Nuova Caledonia dal 6 al 12 gennaio 2020.

## Partecipanti

### Teste di serie
| Nazionalità | Giocatore               | Ranking* | Testa di serie |
| ----------- | ----------------------- | -------- | -------------- |
| Argentina   | Federico Delbonis       | 76       | 1              |
| Spagna      | Roberto Carballés Baena | 80       | 2              |
| Australia   | James Duckworth         | 100      | 3              |
| Giappone    | Yūichi Sugita           | 103      | 4              |
| Italia      | Thomas Fabbiano         | 114      | 5              |
| Australia   | Christopher O'Connell   | 119      | 6              |
| Argentina   | Federico Coria          | 120      | 7              |
| Argentina   | Facundo Bagnis          | 137      | 8              |
| Slovacchia  | Martin Kližan           | 141      | 9              |
| Italia      | Federico Gaio           | 152      | 10             |
| Regno Unito | Jay Clarke              | 154      | 11             |
| Germania    | Cedrik-Marcel Stebe     | 165      | 12             |
| Danimarca   | Mikael Torpegaard       | 168      | 13             |
| Spagna      | Pedro Martínez          | 170      | 14             |
| Germania    | Yannick Hanfmann        | 172      | 15             |
| Egitto      | Mohamed Safwat          | 175      | 16             |

(*) Ranking al 30 dicembre 2019

### Altri partecipanti
I seguenti giocatori hanno ricevuto una wild card per il tabellone principale:
- Hugo Gaston
- Harold Mayot
- Alexandre Müller
- Holger Rune
- Colin Sinclair

I seguenti giocatori sono entrati in tabellone con il ranking protetto:
- Blaž Kavčič
- Maximilian Marterer

Il seguente giocatore è entrato in tabellone come alternate:
- Zdeněk Kolář

I seguenti giocatori sono passati dalle qualificazioni:
- Thai-Son Kwiatkowski
- Nam Ji-sung

## Punti e montepremi
| Torneo    | Torneo              | V      | F     | SF    | QF    | 3T    | 2T  | 1T  | Q | Q1 |
| Singolare | Punti               | 90     | 55    | 33    | 17    | 8     | 5   | 0   | 0 | 0  |
| Singolare | Premi in denaro ($) | 10 800 | 6 360 | 3 765 | 2 190 | 1 290 | 780 | 390 | – | –  |
| Doppio    | Punti               | 90     | 55    | 33    | 17    | –     | –   | 0   | – | –  |
| Doppio    | Premi in denaro ($) | 4 650  | 2 700 | 1 620 | 960   | –     | –   | 540 | – | –  |

## Campioni

### Singolare
J. J. Wolf ha sconfitto in finale  Yūichi Sugita con il punteggio di 6–2, 6–2.

### Doppio
Andrea Pellegrino /  Mario Vilella Martínez hanno sconfitto in finale  Luca Margaroli /  Andrea Vavassori con il punteggio di 7–6(1), 3–6, [12–10].